# Holmy Sergeeva
Die Holmy Sergeeva (englische Transkription von russisch Холмы Сергеева Cholmy Sergejewa, deutsch ‚Sergejew-Hügel‘) sind eine Gruppe von Hügeln an der Shackleton-Küste der antarktischen Ross Dependency. Sie ragen nordöstlich des Mount Christchurch in der Queen Elizabeth Range des Transantarktischen Gebirges auf.
Russische Wissenschaftler benannten sie. Der Namensgeber ist nicht überliefert.